# Calopteryx virgo
Espèce
Statut de conservation UICN

 LC  : Préoccupation mineure
Le caloptéryx vierge (Calopteryx virgo) (anciennement l'agrion vierge) est une espèce d'insectes odonates du sous-ordre des zygoptères ou demoiselles, qui fait partie d'une famille qui ne comprend, en Europe, qu'un seul genre, Calopteryx.

## Description
Le corps est bleu-vert métallique irisé et les yeux bleu-vert. Le dimorphisme sexuel est important.
La femelle a des ailes iridescentes brunes et assez foncées, ornées d'une petite tache blanche près de l'extrémité. Son abdomen est bleu avec une partie bronze à l’extrémité.
Le mâle a les ailes brun noir foncé veinées de bleu. Les immatures sont plus pâles, avec des ailes de couleur bronze.

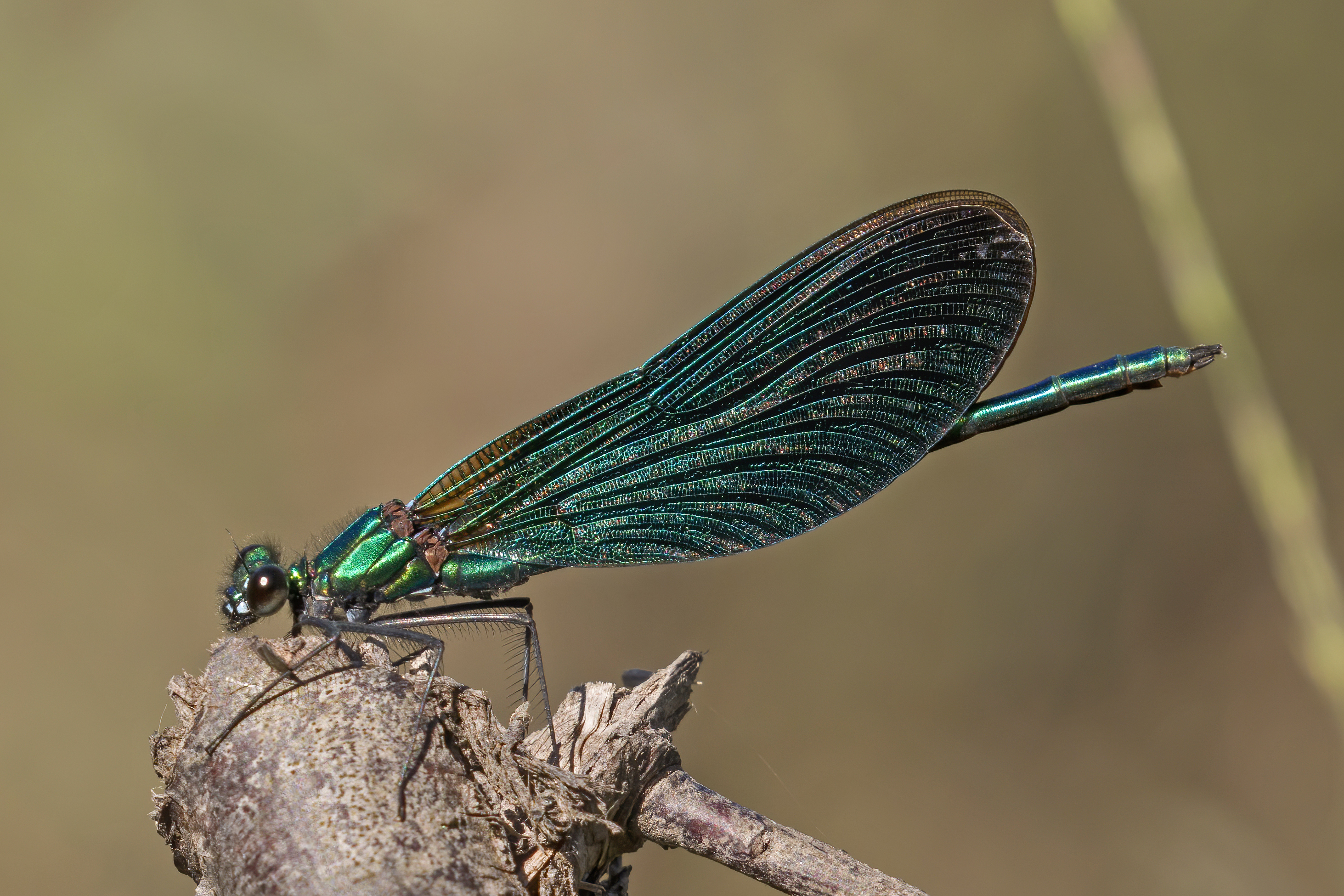
Mâle
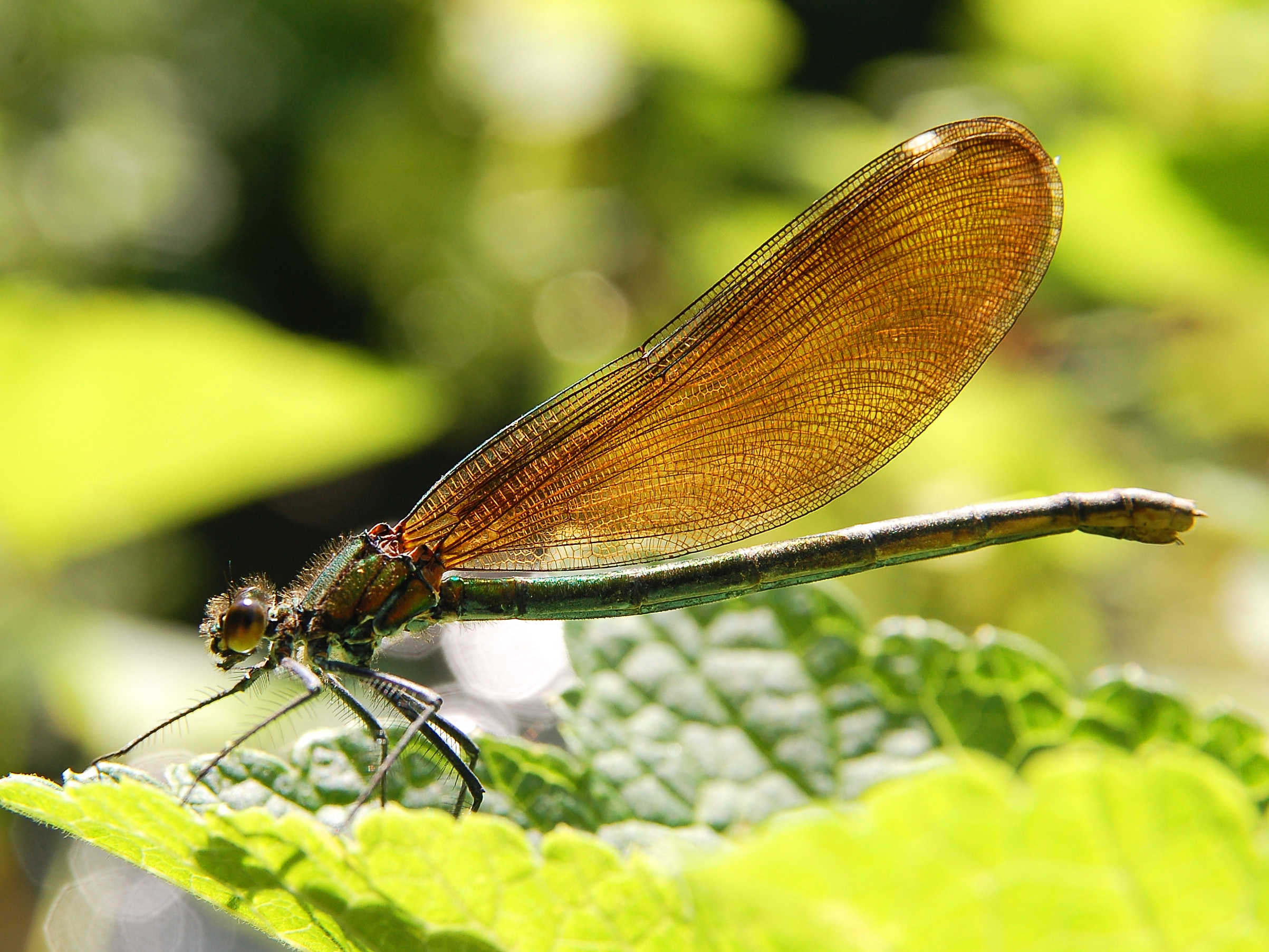
Femelle
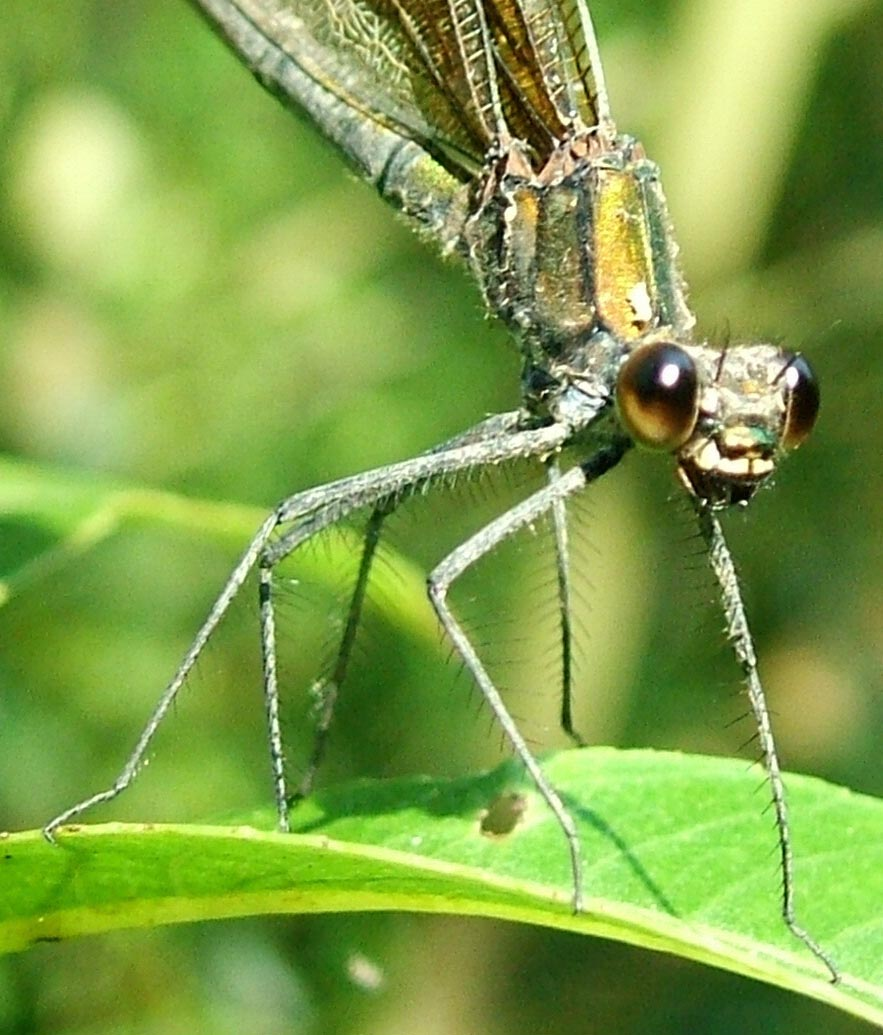
Détail de la tête de la femelle
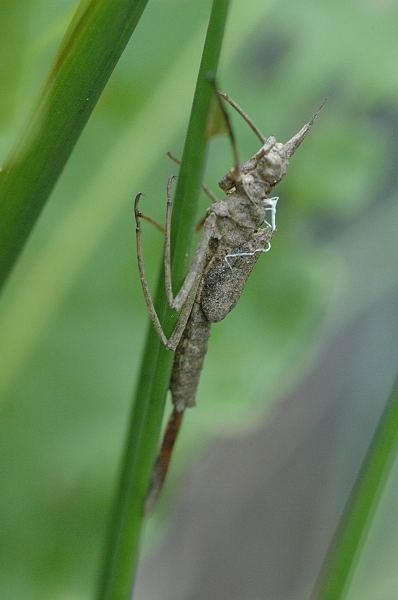
Exuvie
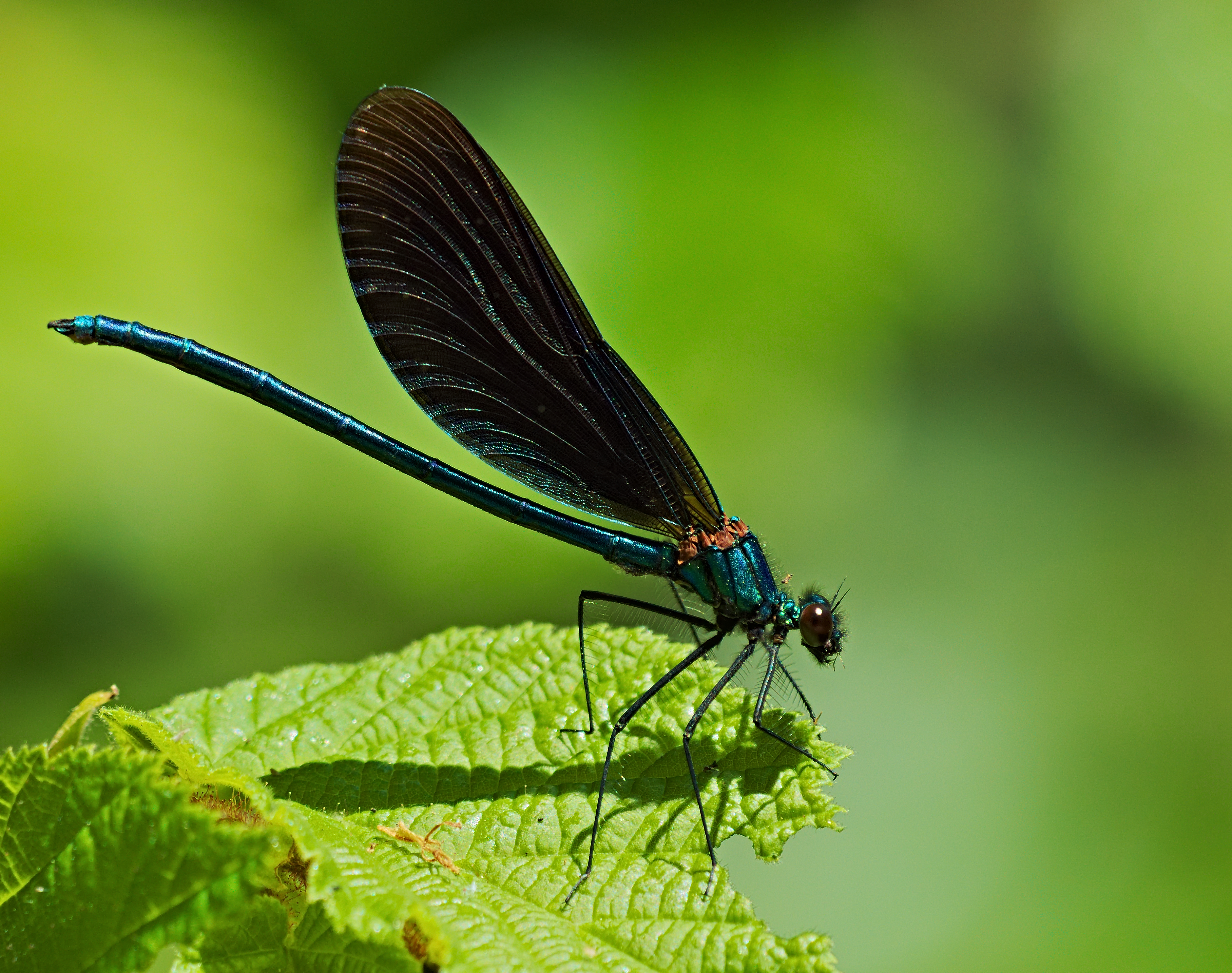
Un autre mâle.

## Habitat
Zones humides, et plutôt aux abords des eaux vives.
On peut noter que cet insecte apprécie des cours d’eau plus frais et plus rapides par rapport aux autres espèces de demoiselles. Elle préfère aussi les cours d’eau de taille moindre et plutôt ombragés ou élevés. On la trouve typiquement dans les ruisseaux boisés.

## Répartition
Cette espèce est présente de l'Europe occidentale (Portugal et nord de l'Espagne surtout) au Proche-Orient, pouvant atteindre le Caucase à l’est, la Finlande et la Suède au nord et localisée au Maghreb (nord du Maroc et nord de l'Algérie).
Partout en France (sauf haute montagne), présente en Corse où son statut est évalué comme "assez rare".

## Reproduction et cycle de vie
La femelle fécondée pond jusqu'à 300 œufs durant la période de reproduction, sur les plantes émergées ou flottantes.
Les œufs éclosent après environ 14 jours.
La larve ressemble à un bâton muni de longues jambes. Elle se développe sous l’eau durant un à deux ans dans la végétation, les débris de plantes ou les racines submergées. Elle hiverne dans la boue.

## Comportement

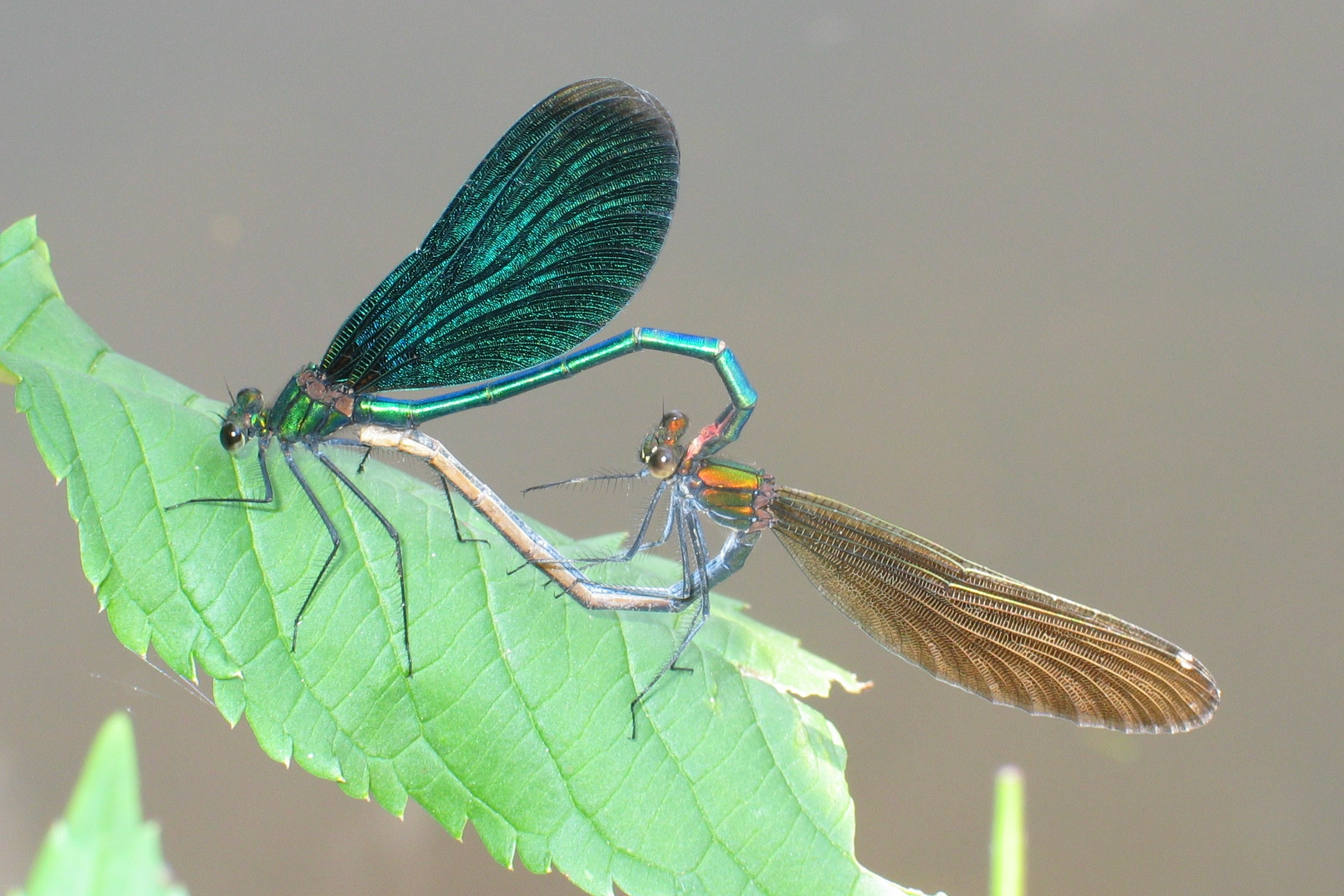
Accouplement chez Calopteryx virgo

Les mâles, territoriaux, vont se percher sur des plantes de la berge (et, peu farouches, sur un observateur immobile) ou sur les arbres de la ripisylve. Ils chassent des insectes qui passent et retournent souvent sur les mêmes perchoirs.
Ils peuvent voler loin de l’eau, de même que les femelles qui n’y retournent que pour pondre ou chercher un partenaire sexuel.
Leur vol est assez lent, si bien que leur battements d'ailes indolent peut les faire se confondre avec des papillons pour un observateur naïf.

## Systématique

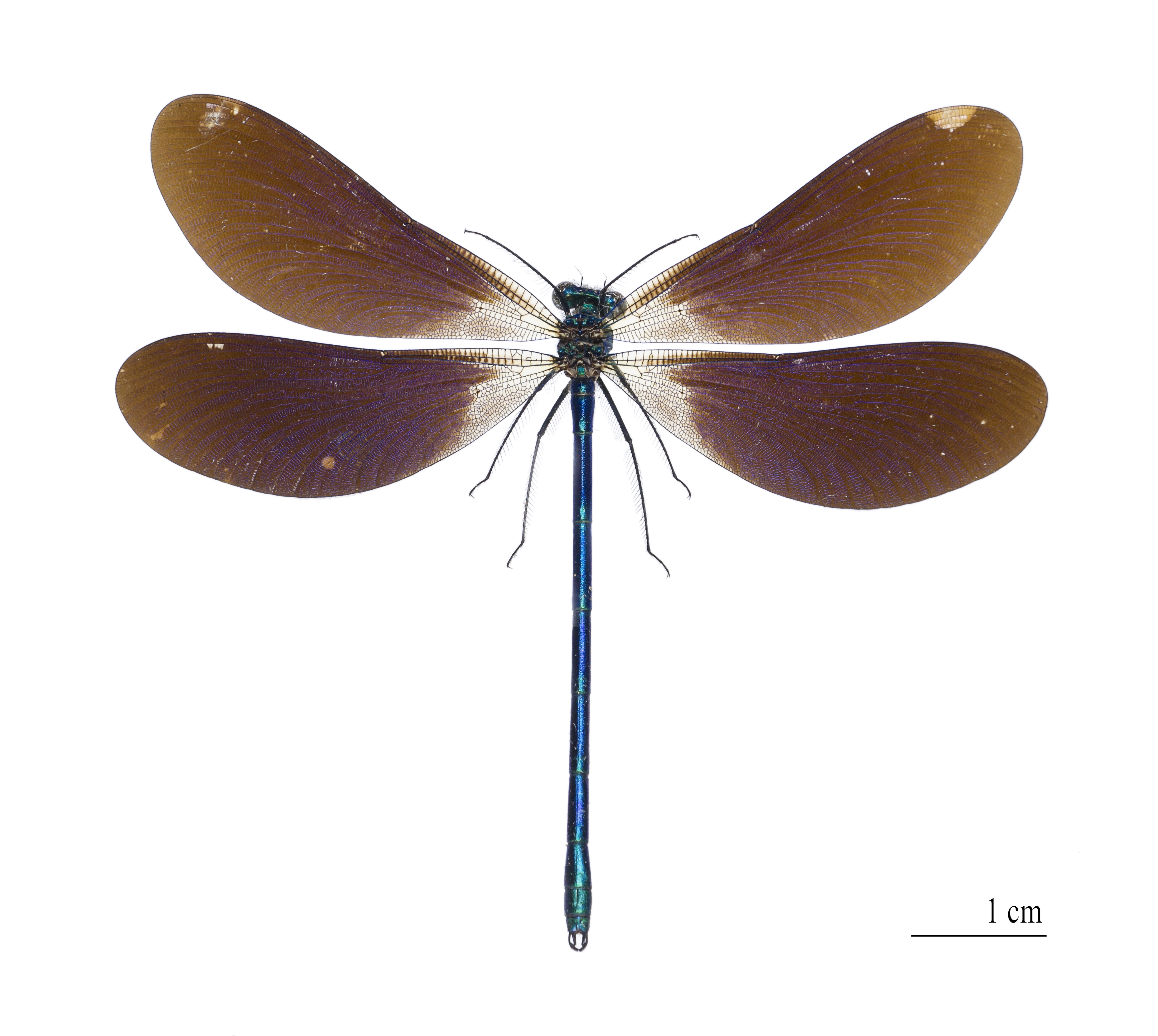
Calopteryx virgo meridionalis - femelle
Muséum de Toulouse.

L'espèce a été décrite par le naturaliste suédois Carl von Linné en 1758, sous le nom initial de Libellula virgo.

### Synonymie
- Libellula virgo Linnaeus, 1758 protonyme
- Agrion virgo (Fabricius)

## Le caloptéryx vierge et l'Homme
Cet insecte est sensible à l’oxygénation de l’eau.
Il souffre donc des diminutions de teneur en oxygène de l’eau qui peuvent résulter de l’eutrophisation du milieu (prolifération d’algues invasives due à des rejets de phosphate et/ou d’azote) ainsi que de l’oxydation de matières organiques ou de composés chimiques.